# تپه علی اکبر خانی) (ک - ۱۰۴)
تپه علی اکبر خانی) (ک - ۱۰۴) مربوط به دوران‌های تاریخی پس از اسلام است و در شهرستان کنگاور، روستای خلجرود واقع شده و این اثر در تاریخ ۲۴ فروردین ۱۳۸۲ با شمارهٔ ثبت ۸۱۱۷ به‌عنوان یکی از آثار ملی ایران به ثبت رسیده است.